# Пароди, Тереза
Тереза Пароди (итал. Teresa Parodi; 27 августа 1827, Генуя — после 1878) — итальянская певица (сопрано).
Начала учиться пению в Генуе в 12-летнем возрасте, затем занималась в Милане у Феличе Ронкони. Здесь пение Пароди услышала Джудитта Паста и приняла её в ученицы, а затем и удочерила. Пароди дебютировала в 1845 г. в Бергамо, затем пела в Вероне, Флоренции и Риме. В 1849 г. пела Норму в одноимённой опере Беллини в Лондоне. На протяжении 1850-х гг. участвовала в нескольких широкомасштабных гастрольных поездках по США в оперных антрепризах известных импресарио Макса Марецека и Мориса Стракоша. После 1860 г. если выступала, по-видимому, мало; в последний раз её появление на нью-йоркской оперной сцене отмечено сочувственной рецензией в 1878 г.